# Yael Stone
Yael Stone (ur. 6 marca 1985 w Sydney) – australijska aktorka. Aktywna w australijskim teatrze, zdobywczyni dwóch Sydney Theatre Award. Występuje w roli Lorny Morello w serialu Orange Is the New Black.

## Życiorys

### Wczesne życie i edukacja
Urodzona i wychowana w Sydney, córka pielęgniarki Judy oraz architekta Harry'ego Stone’a. Ojciec był synem czechosłowackich Żydów ocalonych z Holokaustu. Po pewnym czasie, Judy również przeszła na judaizm.
Jej brat Jake był liderem popularnego australijskiego zespołu Bluejuice. Siostra Elana również jest muzykiem.
Stone uczęszczała do Newtown High School of the Performing Arts oraz Narodowego Instytutu Sztuki Dramatycznej (NIDA).

### Kariera
Zaczęła zajmować się aktorstwem już jako dziecko; wystąpiła w filmie Szansa mojego życia oraz miniserialu The Farm. Potem zaczęła grać głównie w teatrze, dzięki czemu w 2008 roku zdobyła Sydney Theatre Awards dla Najlepszej Debiutantki oraz Najlepszej Aktorki Drugoplanowej za rolę w sztuce The Kid. Występowała również w telewizji w serii The Diary of a Madman w roli za którą ponownie została nominowana do nagrody Najlepszej Aktorki Drugoplanowej. W lutym 2011 roku poleciała do Nowego Jorku aby znów wystąpić w The Diary of a Madman, produkcji Brooklyńskiej Akademii Muzyki, następnie powróciła do regularnych występów w sztukach: A Golem Story, Summer of the Seventeenth Doll, oraz As You Like It w Sydney.
Przeprowadziła się na dobre do Nowego Jorku w grudniu 2011 roku i współtworzyła eksperymentalną firmę teatralną. Po czterech miesiącach w Nowym Jorku wzięła udział w castingu do serialu Orange Is the New Black. Zaczęła grać Lornę Morello, skazaną z New Jersey; jej akcent będący połączeniem brooklyńskiego i bostońskiego został okrzyknięty "najbardziej niesamowitym akcentem w całej telewizji" przez dziennikarza gazety The New Republic.
Wystąpiła również w internetowym serialu High Maintenance.

## Życie prywatne
W 2012 poślubiła australijskiego aktora Dana Spielmana, z którym zamieszkała w Nowym Jorku. W lipcu 2017 Stone ogłosiła, że ich małżeństwo zakończyło się rok wcześniej.

## Filmografia

### Filmy
| Rok  | Tytuł               | Rola          | Uwagi            |
| ---- | ------------------- | ------------- | ---------------- |
| 1999 | Szansa mojego życia | Stacy Dickson |                  |
| 2007 | West                | Stacey        |                  |
| 2011 | Jailbirds           | Lucy          | krótkometrażówka |
| 2017 | Wilde Wedding       | Clementine    |                  |

### seriale telewizyjne
| Rok       | Tytuł                     | Rola                 | Uwagi                                                 |
| --------- | ------------------------- | -------------------- | ----------------------------------------------------- |
| 2001      | The Farm                  | Young Sam Cooper     | Miniserial                                            |
| 2007–2008 | Cena życia                | Ann-Marie Preston    | 14 odcinków                                           |
| 2010–2011 | Spirited                  | Linda                | 13 odcinków                                           |
| 2013–2019 | Orange Is the New Black   | Lorna Morello-Muchio | nagroda S.A.G. dla grupy aktorów w serialu komediowym |
| 2015      | Koniec dzieciństwa        | Peretta Jones        | Miniserial                                            |
| 2016–2017 | W potrzebie               | Beth                 | 2 odcinki                                             |
| 2016      | Deep Water                | Tori Lustigman       | Miniserial, 4 odc.                                    |
| 2017      | Penn Zero: Part-Time Hero | General Bighorn      | 1 odcinek                                             |